# Герцлия (аэропорт)
Герцлия (ивр. שדה התעופה הרצליה‎) — израильский аэропорт, расположенный около города Герцлия.

## История
Аэропорт «Герцлия» был создан во время Войны за независимость и его взлетно-посадочная полоса использовалась в основном для полётов военной авиации. После окончания войны он стал использоваться для полётов сельскохозяйственной авиации. Развиваясь в течение многих лет, аэропорт стал основным израильским центром для подготовки пилотов. Вдобавок к этому он широко использовался частной авиацией. 
До 1978 года аэропорт находился в ведении Администрации гражданской авиации Израиля (CAAI). В мае 1978 года аэропорт был передан в ведение Управления аэропортов Израиля.

## Использование
Аэропорт в основном используется для лётных школ и для авиации общего назначения. Он не имеет терминала. В начале 2008 года на аэродроме была установлена новая система безопасности. Планы Управления аэропортов Израиля расширить аэродром на юг на 100 дунамов вызвали критику со стороны жителей и мэра Герцлии и были отменены. Мэр Герцлии Яэль Герман продвигает план закрытия аэропорта, утверждая, что жители страдают от шума и он представляет опасность для жителей города.